# Ernst A. Ekker
Ernst A. Ekker (* 4. März 1937 in Idar-Oberstein; † 18. Mai 1999 in Ravensburg) war ein österreichischer Schriftsteller, der vor allem Kinder- und Jugendbücher, aber auch Drehbücher für Hörspiele, Filme und Dramen sowie Prosawerke verfasste.

## Leben
Ekker wuchs in Villach auf, besuchte dort das Gymnasium und studierte anschließend an der Universität Wien Geschichte, Germanistik und Anglistik.
Er war zunächst als Lektor für den Österreichischen Rundfunk (ORF) tätig, später auch bei amerikanischen Fernsehanstalten. Seine Themen waren oft Frieden, Toleranz und Ökologie. Im Zentrum seines Schaffens standen Kindertheater, Kindermusical und Kinderoper.
Er starb überraschend am 18. Mai 1999 an den Folgen einer Hirnblutung während eines Besuches in Ravensburg.

## Werk
Ekkers erste Kinderbücher waren Die Kirschenfrau geht in die Luft (1966), Der Riese Rocco (1967) und Das Geheimnis um Herrn Feierlich (1968).
In den 1970er Jahren schrieb er Hörspiele, Fernsehspiele und TV-Bearbeitungen meist in Zusammenarbeit mit Herbert Holba für den ORF:
Die ersten Tage, Der letzte Werkelmann, den Science-Fiction Thriller Countdown und das Libretto zu Der rosarote Prinz.
Daneben etablierte er sich als Kinder- und Jugendbuchautor mit Titeln wie Die Mondjagd, Hepdepaddel und Josef und Die Nahsehfamilie sowie als Mitarbeiter bei Lesebüchern wie Das Lesehaus oder Anthologien wie Das Sprachbastelbuch und Das Kindernest.
Gemeinsam mit dem schwedischen Autor und Illustrator Ulf Löfgren erschienen die bezaubernden Bücher Komm, Hom und Die Zauberschule im Dachs-Verlag, Wien. Komm, Hom ist eine ernsthafte Auseinandersetzung des Autors mit den Gefahren, die der Umwelt drohen. Die Zauberschule will Ängste bekämpfen und nehmen.
In den 1980er Jahren schrieb er Drehbücher für die ORF-Rateserien wie der Steckbrief und Spiegelbilder, in denen Prominente ihre Lieblingsbücher vorstellten.
Seit 1983, als er für das Kärntner Musikfestival Carinthischer Sommer das Libretto zur Kinderoper Zauberbär und Wünschelstimme schrieb, verfasste er jedes Jahr Libretti und gestaltete als Mitglied des Musikpädagogenteams das Programm des Carinthischen Sommers entscheidend mit. So entstanden als Auftragskompositionen unter anderem die Kinderopern Die Stadthüpfer, Quirl, Geheimnis Columbus, sowie eine Oper für Erwachsene, Wenn der Teufel tanzt.
Im Kinderbuchbereich verfasste er die Science-Fiction-Geschichten Springingerl – das fließende Wesen von Andromeda 7 und Archibalds Reise zu den Glücksplaneten, die Bilderbücher Komm, Hom!, Die Zauberschule, Die Kinder von La Pacanda, Und was ist hinter dem Hügel?, Papageno sucht Amadeus, König und Narr und zuletzt eine Reihe von Musikalischen Bilderbüchern mit CD über Franz Schubert, Wolfgang Amadeus Mozart, Johann Strauss und Johann Sebastian Bach (alle mit den Illustrationen von Doris Eisenburger, letzteres erschien posthum 1999).
Seine Bücher wurden in viele Sprachen übersetzt, seine Theaterstücke auch in Italien, Rumänien und Estland aufgeführt.

## Ehrungen
Ekkers Werk wurde mehrfach ausgezeichnet, unter anderem mit dem Literaturpreis der Stadt Wien und dem Österreichischen Staatspreis für Kinder- und Jugendliteratur. Er wurde auch mit der Verleihung des Berufstitels Professor geehrt. Der rumänische Komponist Dan Dediu schrieb zu seinen Ehren eine Trauermusik.